# Halictus nicosiae
Halictus nicosiae är en biart som beskrevs av Blüthgen 1923. Halictus nicosiae ingår i släktet bandbin, och familjen vägbin. Inga underarter finns listade i Catalogue of Life.